# Zehneria thwaitesii
Zehneria thwaitesii là một loài thực vật có hoa trong họ Cucurbitaceae. Loài này được (Schweinf.) C.Jeffrey miêu tả khoa học đầu tiên năm 1961.